# Площа Конституції (Полтава)
У Вікіпедії є статті про інші площі з назвою Площа Конституції
Пло́ща Конститу́ції — одна із площ Полтави. Розташована в Шевченківському районі міста, між вулицями Соборності, Державного Прапора і Стрітенська. 
Закладена на початку XIX століття на території Полтавської фортеці. Північну частину у XIX—на початку XX століття займав Петровський базар. Звідси і первісна назва — Петровська площа. У 1871 році на площі збудували губернську земську управу, в якій у кінці XIX століття працювали російський письменник Іван Бунін, революціонер Олександр Шліхтер, марксист П. П. Румянцев та інші. У 1901 році її розібрали і спорудили будинок Полтавського губернського земства, навпроти якого заклали Петровський парк. 
На площі Конституції — пам'ятник Тарасові Шевченку (1926), братська могила борців за владу Рад (1967). Також тут колись стояв пам'ятник Володимиру Леніну (встановлений 1960, демонтований 2014)